# Al-Matla Batlaja
Al-Matla Batlaja (arab. المطلة بطلايا) – wieś w Syrii, w muhafazie Idlib. W 2004 roku liczyła 330 mieszkańców.